# Myriogenospora atramentosa
Myriogenospora atramentosa är en svampart som först beskrevs av Berk. & M.A. Curtis, och fick sitt nu gällande namn av Diehl 1950. Myriogenospora atramentosa ingår i släktet Myriogenospora och familjen Clavicipitaceae.   Inga underarter finns listade i Catalogue of Life.